# Wybory prezydenckie w Stanach Zjednoczonych w 1948 roku

Mapa wyborcza Stanów Zjednoczonych w 1948 roku. Liczba na mapie określa liczbę przedstawicieli stanu w Kolegium Elektorów

Wybory prezydenckie w Stanach Zjednoczonych w 1948 roku – czterdzieste pierwsze wybory prezydenckie w historii Stanów Zjednoczonych. Na urząd prezydenta wybrano Harry’ego Trumana, a wiceprezydentem został Alben Barkley.

## Kampania wyborcza
Pomimo braku popularności w społeczeństwie, urzędujący prezydent Truman, postanowił ubiegać się o prezydenturę (najwyższy urząd w państwie zdobył w wyniku sukcesji) po zmarłym Roosevelcie. Partia Demokratyczna była wówczas bardzo podzielona – lewe skrzydło krytykowało łagodną politykę zagraniczną, a prawe – program poszerzania swobód obywatelskich. Mimo podziałów, delegaci zebrani na konwencji, odbywającej się w dniach 12-14 czerwca 1948 w Filadelfii udzielili Trumanowi poparcia w pierwszym głosowaniu. Kandydatem na wiceprezydenta został Alben Barkley. Jednak część delegatów, nie zgadzając się z takim wyborem postanowiła odłączyć się od partii i wystawić własnych kandydatów w wyborach. Lider skrzydła liberalnego, Henry Wallace założył Partię Postępową i wystartował w wyborach jako jej kandydat. Poparli go także idealiści, socjaliści i komuniści. Ich program opierał się na zmianie polityki zagranicznej i współpracy z ZSRR. Z kolei konserwatywne skrzydło demokratów, założyło Demokratyczną Partię Zwolenników Praw Stanowych, zwaną Dixiecrat i na konwencji w Birmingham nominowali Stroma Thurmonda. Postulował on zahamowanie rozszerzania praw obywatelskich, zwłaszcza w kontekście Afroamerykanów. Widząc rozłam w szeregach demokratów, Partia Republikańska była pewna zwycięstwa w wyborach i ponownie wysunęła kandydaturę Thomasa Deweya. Kandydatem na wiceprezydenta został Earl Warren. Republikanie w swoim programie chcieli zwiększenia wydajności rządu i uczciwości w administracji publicznej, w rzeczywistości po cichu popierając kontynuację Nowego Ładu. Truman, widząc popularność Deweya, prowadził intensywną kampanię wyborczą, oskarżał republikanów o brak zainteresowania sytuacją społeczną kraju i jeździł spotykając się z wyborcami. Dzięki temu pozyskał wiele głosów robotników i farmerów, co w połączeniu z bezbarwną kampanią Deweya, zapewniło mu zwycięstwo. Ponadto, segregacjonistyczne hasła Dixiecrat sprawiły, że poparcie ludności czarnoskórej przesunęło się na rzecz demokratów.

## Kandydaci

### Demokratyczna Partia Zwolenników Praw Stanowych

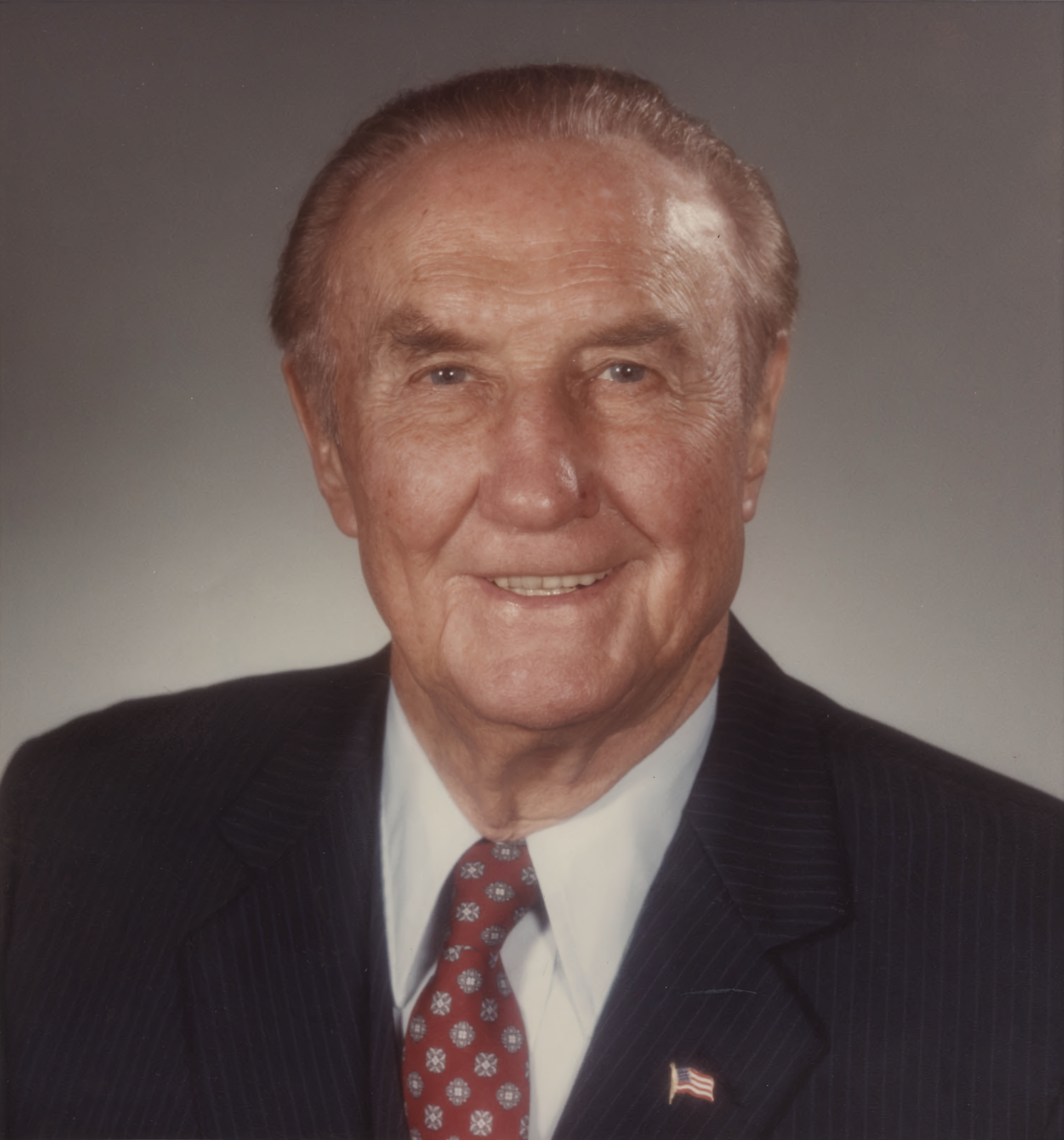
Strom Thurmond
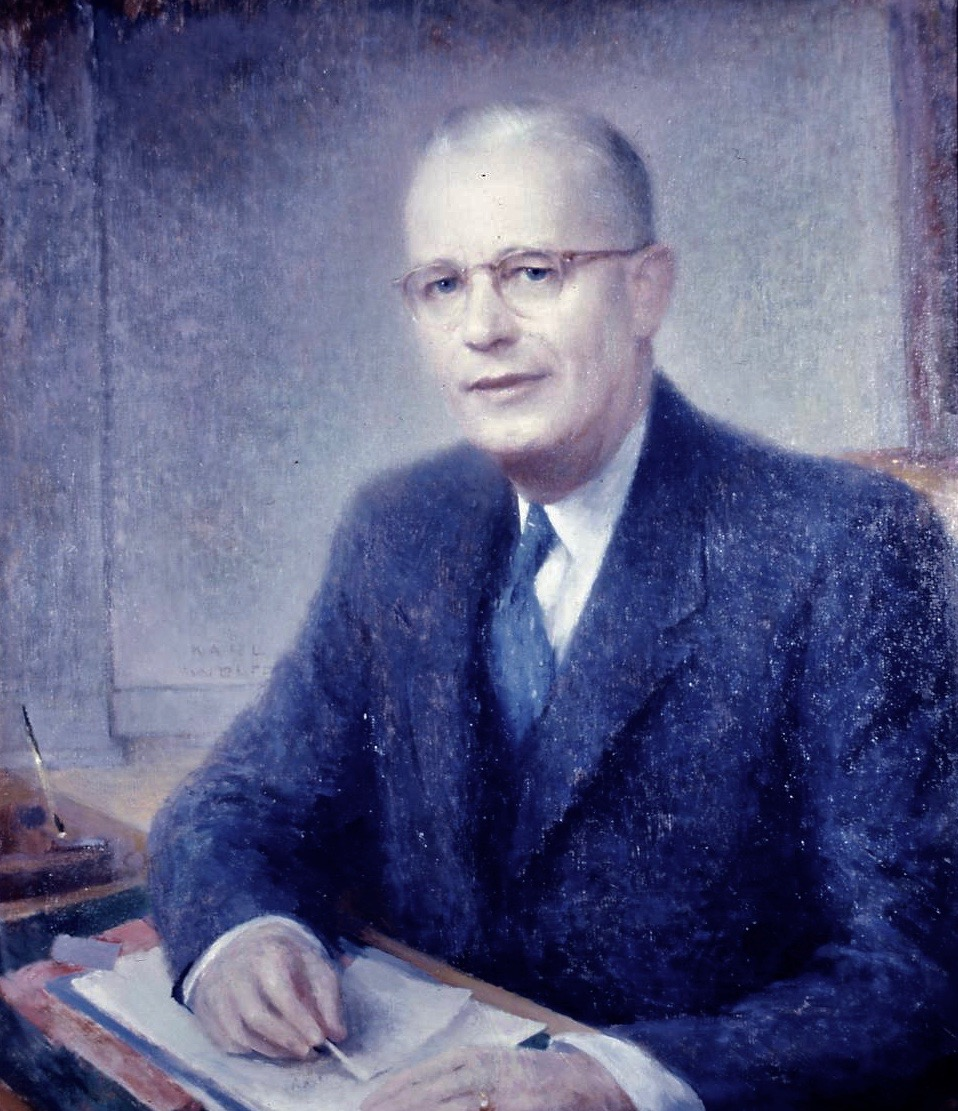
Fielding Wright

### Partia Demokratyczna

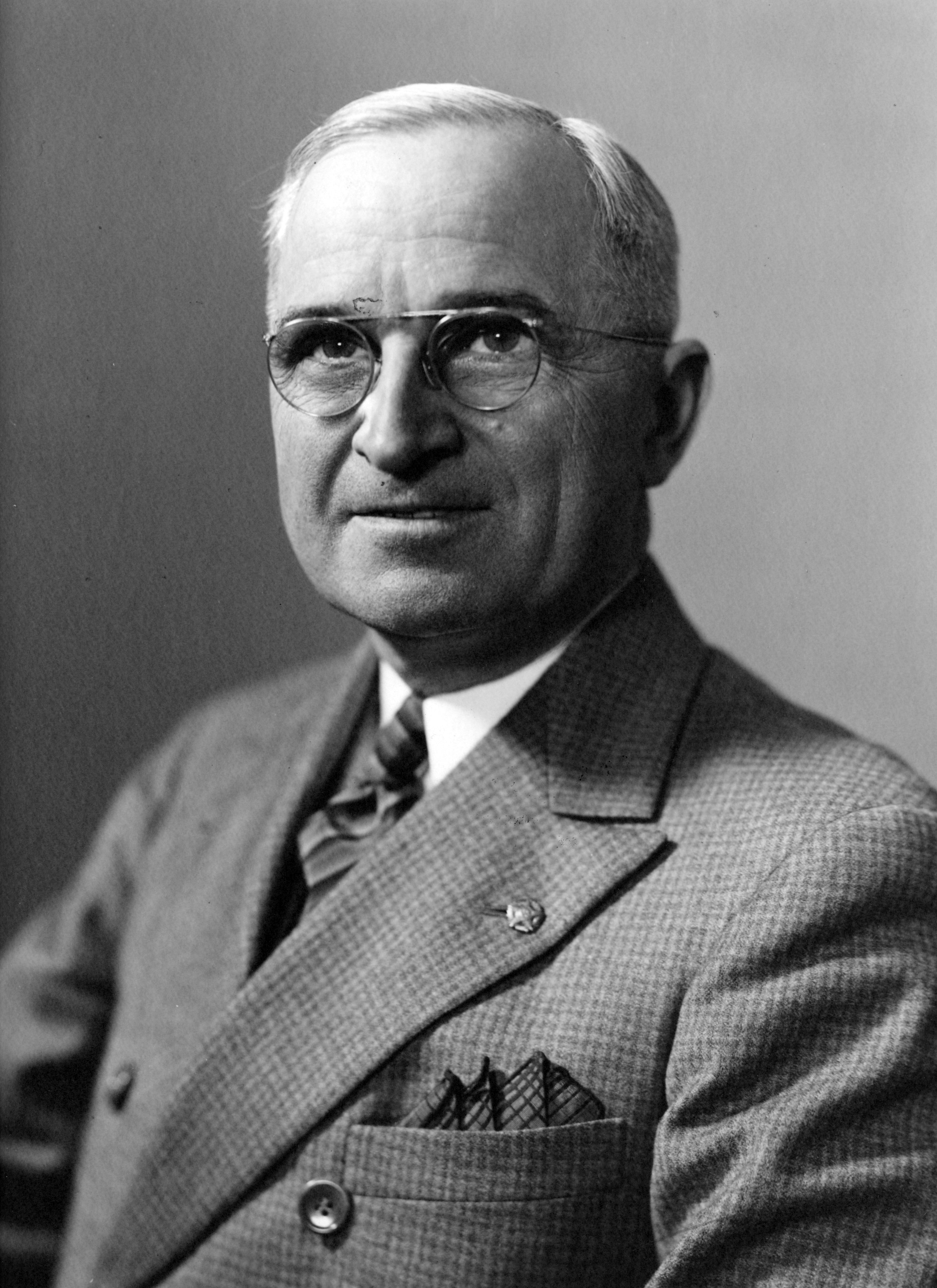
Harry Truman
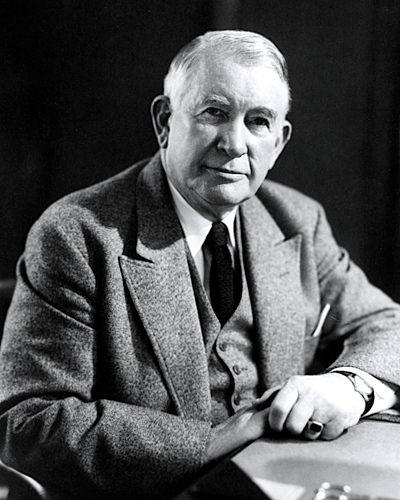
Alben Barkley

### Partia Postępowa

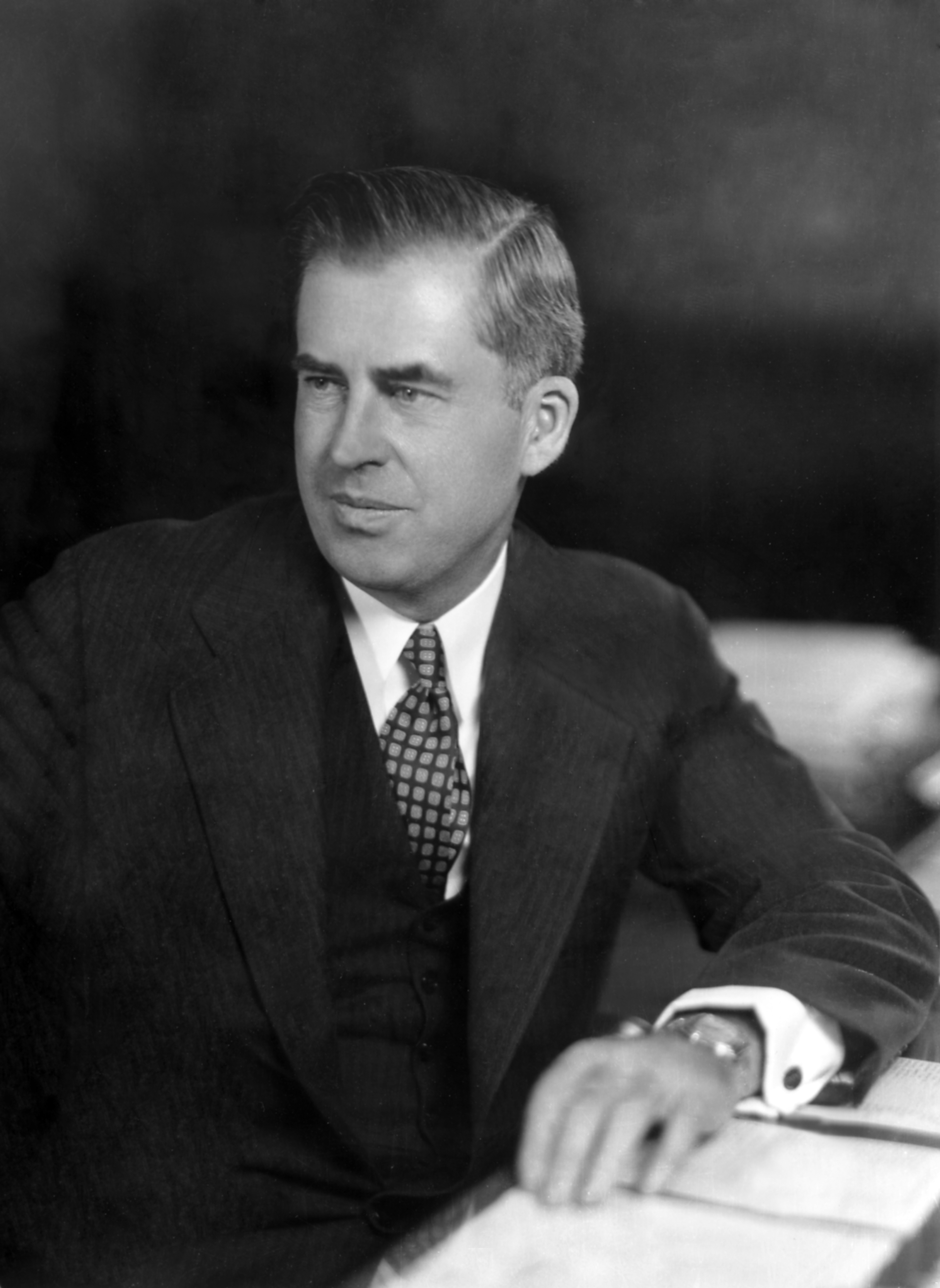
Henry Wallace

### Partia Republikańska

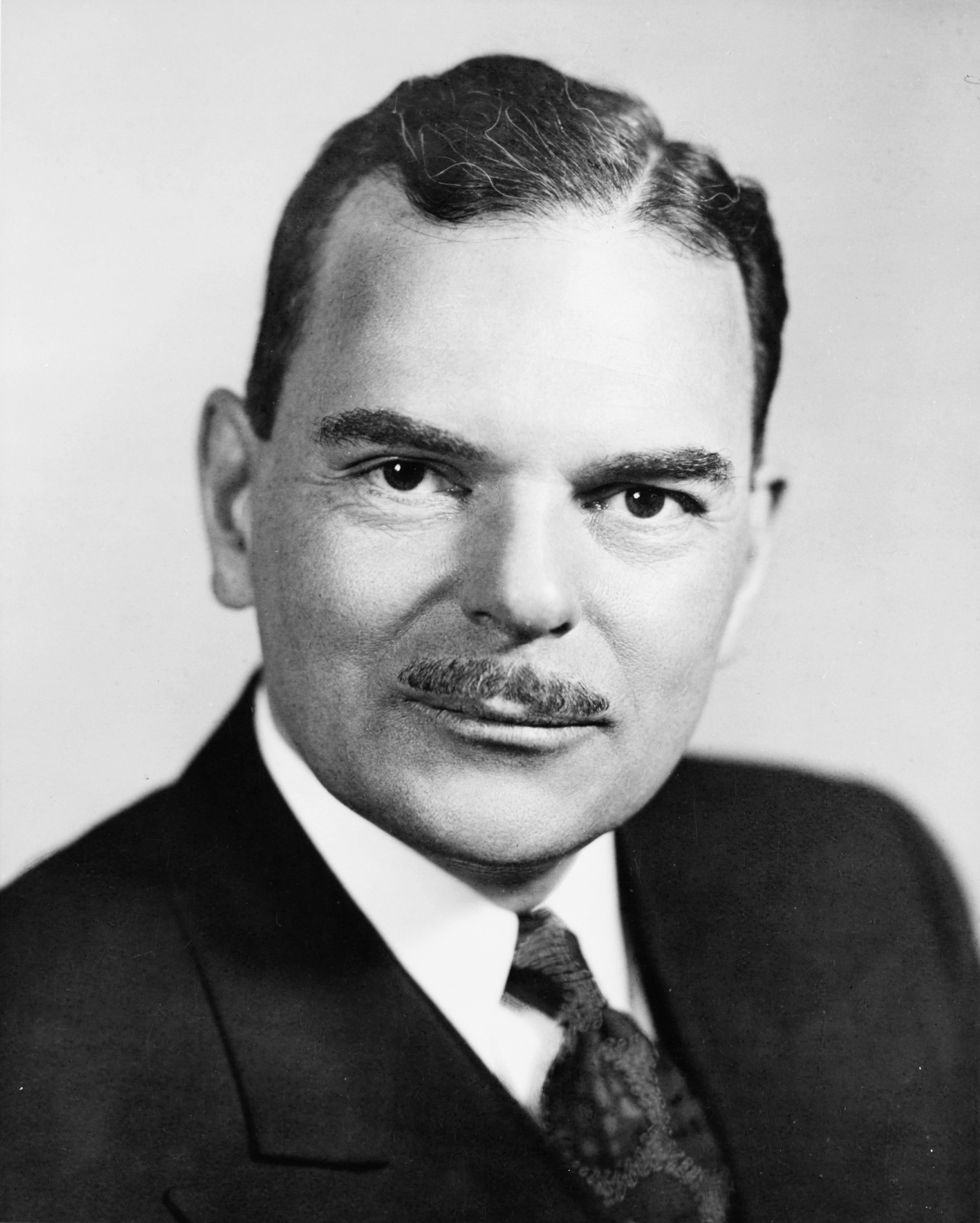
Thomas Dewey
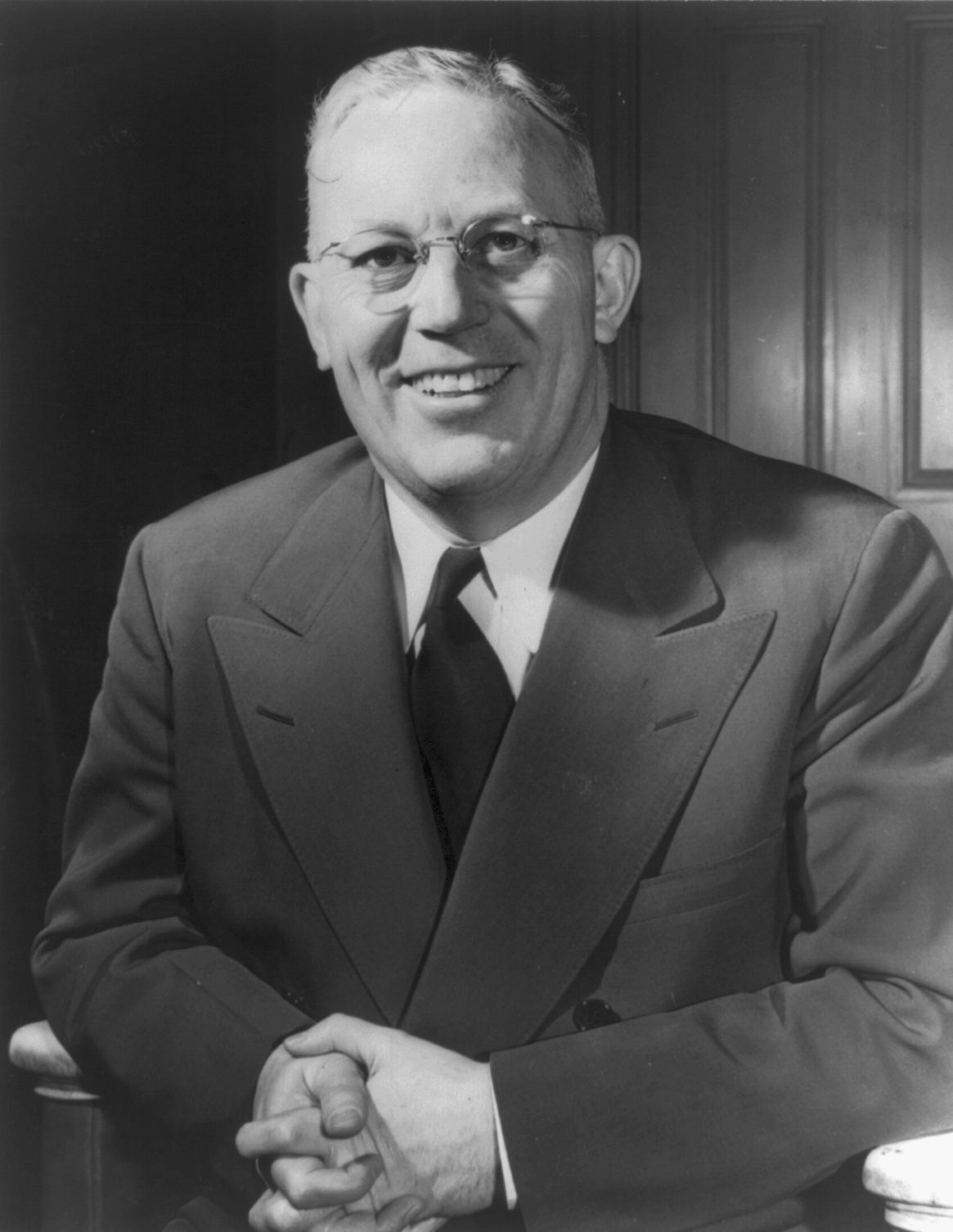
Earl Warren

## Wyniki głosowania
Głosowanie powszechne odbyło się 2 listopada 1948. Truman uzyskał 49,6% poparcia, wobec 45,1% dla Deweya, 2,4% dla Thurmonda i 2,4 dla Wallace’a. Ponadto, niecałe 290 000 głosów oddano na niezależnych elektorów, głosujących na innych kandydatów. Frekwencja wyniosła 51,1%. W głosowaniu Kolegium Elektorów Truman uzyskał 303 głosy, przy wymaganej większości 266 głosów. Na Deweya zagłosowało 189 elektorów, a na Thurmonda – 39. W głosowaniu wiceprezydenckim zwyciężył Barkley, uzyskując 303 głosy, wobec 189 dla Warrena i 39 dla Fieldinga Wrighta.
| Kandydat na prezydenta | Partia               | Głosowanie powszechne | Głosowanie powszechne | Kolegium Elektorów |
| Kandydat na prezydenta | Partia               | Głosy                 | Procent               | Kolegium Elektorów |
| ---------------------- | -------------------- | --------------------- | --------------------- | ------------------ |
| Harry Truman           | Partia Demokratyczna | 24 179 345            | 49,6%                 | 303                |
| Thomas Dewey           | Partia Republikańska | 21 991 291            | 45,1%                 | 189                |
| Strom Thurmond         | Dixiecrat            | 1 176 125             | 2,4%                  | 39                 |
| Henry Wallace          | Partia Postępowa     | 1 157 326             | 2,4%                  | 0                  |
| Łącznie                | Łącznie              | Łącznie               | Łącznie               | 531                |

| Kandydat na wiceprezydenta | Partia               | Kolegium Elektorów |
| -------------------------- | -------------------- | ------------------ |
| Alben Barkley              | Partia Demokratyczna | 303                |
| Earl Warren                | Partia Republikańska | 189                |
| Fielding Wright            | Dixiecrat            | 39                 |
| Łącznie                    | Łącznie              | 531                |